# Diskografie Daft Punk
Toto je seznam vydané diskografie francouzského elektronického hudebního dua Daft Punk.

## Alba

### Studiová alba
| Název                  | Detaily o albu                                               | Umístění v hitparádách | Umístění v hitparádách | Umístění v hitparádách | Umístění v hitparádách | Umístění v hitparádách | Umístění v hitparádách | Umístění v hitparádách | Umístění v hitparádách | Umístění v hitparádách | Umístění v hitparádách | Prodeje                    | Certifikace |
| Název                  | Detaily o albu                                               | FRA                    | AUS                    | BEL                    | CAN                    | GER                    | IRE                    | ITA                    | SWI                    | UK                     | US                     | Prodeje                    | Certifikace |
| ---------------------- | ------------------------------------------------------------ | ---------------------- | ---------------------- | ---------------------- | ---------------------- | ---------------------- | ---------------------- | ---------------------- | ---------------------- | ---------------------- | ---------------------- | -------------------------- | --- |
| Homework               | - Vydáno: 20. ledna 1997 (FRA) - Vydavatelství: Virgin, Soma | 3                      | 37                     | 7                      | 15                     | 44                     | 54                     | 19                     | 33                     | 8                      | 150                    |                            | - SNEP: Platinum - BEA: Platinum - BPI: Platinum - MC: 2× Platinum - RIAA: Gold |
| Discovery              | - Vydáno: 12. března 2001 (FRA) - Vydavatelství: Virgin      | 2                      | 7                      | 1                      | 2                      | 5                      | 4                      | 8                      | 6                      | 2                      | 23                     | - UK: 657,500              | - SNEP: 3× Platinum - ARIA: Gold - BEA: Gold - BPI: 2× Platinum - BVMI: Gold - FIMI: Gold - IFPI SWI: Gold - MC: Gold - RIAA: Gold                                                        |
| Human After All        | - Vydáno: 14. března 2005 (FRA) - Vydavatelství: Virgin      | 3                      | 36                     | 8                      | 38                     | 38                     | 10                     | 19                     | 8                      | 10                     | 98                     | - US: 127,000 - UK: 80,838 | - SNEP: 2× Gold - BPI: Gold |
| Random Access Memories | - Vydáno: 17. května 2013 (VAR) - Vydavatelství: Columbia    | 1                      | 1                      | 1                      | 1                      | 1                      | 1                      | 1                      | 1                      | 1                      | 1                      | - FRA: 769,300             | - SNEP: 2× Diamond - ARIA: 2× Platinum - BEA: Platinum - BPI: 2× Platinum - BVMI: 3× Gold - FIMI: 2× Platinum - IFPI SWI: Platinum - IRMA: Platinum - MC: 3× Platinum - RIAA: 2× Platinum |

### Koncertní alba
| Název                                                                                   | Detaily                                                    | Umístění v hitparádách | Umístění v hitparádách | Umístění v hitparádách | Umístění v hitparádách | Umístění v hitparádách | Umístění v hitparádách | Umístění v hitparádách | Umístění v hitparádách | Umístění v hitparádách | Umístění v hitparádách | Certifikace                                                    |
| Název                                                                                   | Detaily                                                    | FRA                    | AUS                    | BEL                    | IRE                    | ITA                    | NLD                    | SCO                    | SWI                    | UK                     | US                     | Certifikace                                                    |
| --------------------------------------------------------------------------------------- | ---------------------------------------------------------- | ---------------------- | ---------------------- | ---------------------- | ---------------------- | ---------------------- | ---------------------- | ---------------------- | ---------------------- | ---------------------- | ---------------------- | -------------------------------------------------------------- |
| Alive 1997                                                                              | - Vydáno: 1. října 2001 (FRA) - Vydavatelství: Virgin      | 25                     | —                      | —                      | —                      | —                      | —                      | —                      | —                      | —                      | —                      |                                                                |
| Alive 2007                                                                              | - Vydáno: 16. listopadu 2007 (FRA) - Vydavatelství: Virgin | 2                      | 14                     | 6                      | 38                     | 98                     | 47                     | 73                     | 17                     | 86                     | 169                    | - SNEP: 2× Platinum - ARIA: Gold - BEA: Platinum - BPI: Silver |
| "—" značí, že se nahrávka neumístila v hitparádách nebo v tomto území ani nebyla vydána |                                                            |                        |                        |                        |                        |                        |                        |                        |                        |                        |                        |                                                                |

### Soundtracky
| Název        | Detaily                                                       | Umístění v hitparádách | Umístění v hitparádách | Umístění v hitparádách | Umístění v hitparádách | Umístění v hitparádách | Umístění v hitparádách | Umístění v hitparádách | Umístění v hitparádách | Umístění v hitparádách | Umístění v hitparádách | Prodeje       | Certifikace                                            |
| Název        | Detaily                                                       | FRA                    | AUS                    | BEL                    | CAN                    | GER                    | IRE                    | ITA                    | SWI                    | UK                     | US                     | Prodeje       | Certifikace                                            |
| ------------ | ------------------------------------------------------------- | ---------------------- | ---------------------- | ---------------------- | ---------------------- | ---------------------- | ---------------------- | ---------------------- | ---------------------- | ---------------------- | ---------------------- | ------------- | ------------------------------------------------------ |
| Tron: Legacy | - Vydáno: 7. prosince 2010 (FRA) - Vydavatelství: Walt Disney | 25                     | 17                     | 14                     | 17                     | 17                     | 40                     | 41                     | 21                     | 39                     | 4                      | - US: 593,398 | - SNEP: Gold - ARIA: Gold - BPI: Gold - RIAA: Platinum |

### Remixová alba
| Název                                                                                   | Details                                                              | Umístění v hitparádách | Umístění v hitparádách | Umístění v hitparádách | Umístění v hitparádách | Umístění v hitparádách | Umístění v hitparádách | Umístění v hitparádách | Umístění v hitparádách | Umístění v hitparádách | Umístění v hitparádách |
| Název                                                                                   | Details                                                              | FRA                    | AUS                    | BEL                    | CAN                    | SCO                    | SWE                    | SWI                    | UK                     | US                     | US Dance               |
| --------------------------------------------------------------------------------------- | -------------------------------------------------------------------- | ---------------------- | ---------------------- | ---------------------- | ---------------------- | ---------------------- | ---------------------- | ---------------------- | ---------------------- | ---------------------- | ---------------------- |
| Daft Club                                                                               | - Vydáno: 2. prosince 2003 (FRA) - Vydavatelství: Virgin             | 130                    | —                      | —                      | —                      | —                      | —                      | 69                     | —                      | —                      | 8                      |
| Human After All: Remixes                                                                | - Vydáno: 29. března 2006 (JPN) - Vydavatelství: Toshiba EMI         | —                      | —                      | —                      | —                      | —                      | —                      | —                      | —                      | —                      | —                      |
| Tron: Legacy Reconfigured                                                               | - Vydáno: 5. dubna 2011 (FRA) - Vydavatelství: Walt Disney           | —                      | 64                     | 91                     | 24                     | 83                     | 41                     | —                      | 59                     | 16                     | 1                      |
| Homework (Remixes)                                                                      | - Vydáno: 22. února 2022 (FRA) - Vydavatelství: Warner Music France  | 28                     | —                      | —                      | —                      | —                      | —                      | —                      | —                      | —                      | 17                     |
| Random Access Memories (Drumless Edition)                                               | - Vydáno: 17. listopadu 2023 (FRA) - Vydavatelství: Columbia, Legacy | —                      | —                      | —                      | —                      | —                      | —                      | —                      | —                      | —                      | —                      |
| "—" značí, že se nahrávka neumístila v hitparádách nebo v tomto území ani nebyla vydána |                                                                      |                        |                        |                        |                        |                        |                        |                        |                        |                        |                        |

### Kompilační alba
| Název                                                                                   | Detaily                                                             | Umístění v hitparádách | Umístění v hitparádách | Umístění v hitparádách | Umístění v hitparádách | Umístění v hitparádách | Umístění v hitparádách | Umístění v hitparádách | Umístění v hitparádách | Umístění v hitparádách | Umístění v hitparádách | Certifikace |
| Název                                                                                   | Detaily                                                             | FRA                    | AUS                    | BEL                    | GER                    | NLD                    | SCO                    | SWI                    | UK                     | UK Dance               | US Dance               | Certifikace |
| --------------------------------------------------------------------------------------- | ------------------------------------------------------------------- | ---------------------- | ---------------------- | ---------------------- | ---------------------- | ---------------------- | ---------------------- | ---------------------- | ---------------------- | ---------------------- | ---------------------- | ----------- |
| Musique Vol. 1 1993–2005                                                                | - Vydáno: 4. dubna 2006 (FRA) - Vydavatelství: Virgin               | 127                    | 47                     | 18                     | 90                     | —                      | 31                     | 36                     | 34                     | 3                      | 12                     | - BPI: Gold |
| Homework (25th Anniversary Edition)                                                     | - Vydáno: 22. února 2022 (FRA) - Vydavatelství: Warner Music France | —                      | —                      | —                      | —                      | —                      | —                      | —                      | —                      | —                      | —                      | —           |
| Random Access Memories (10th Anniversary Edition)                                       | - Vydáno: 12. května 2023 (FRA) - Vydavatelství: Columbia, Legacy   | —                      | —                      | —                      | —                      | —                      | —                      | —                      | —                      | —                      | —                      | —           |
| "—" značí, že se nahrávka neumístila v hitparádách nebo v tomto území ani nebyla vydána |                                                                     |                        |                        |                        |                        |                        |                        |                        |                        |                        |                        |             |

### Video alba
| Název                                                        | Detaily                                                 | Certifikace         |
| ------------------------------------------------------------ | ------------------------------------------------------- | ------------------- |
| D.A.F.T.: A Story About Dogs, Androids, Firemen and Tomatoes | - Vydáno: 28. března 2000 (FRA) - Vydavatelství: Virgin |                     |
| Interstella 5555: The 5tory of the 5ecret 5tar 5ystem        | - Vydáno: 18. května 2003 (FRA) - Vydavatelství: Virgin | - SNEP: 3× Platinum |

## Singly

### Jako hlavni umělec
| Název                                                                                   | Rok  | Umístění v hitparádách | Umístění v hitparádách | Umístění v hitparádách | Umístění v hitparádách | Umístění v hitparádách | Umístění v hitparádách | Umístění v hitparádách | Umístění v hitparádách | Umístění v hitparádách | Umístění v hitparádách | Certifikace | Album                                             |
| Název                                                                                   | Rok  | FRA                    | AUS                    | BEL                    | GER                    | IRE                    | ITA                    | SWE                    | SWI                    | UK                     | US                     | Certifikace | Album                                             |
| --------------------------------------------------------------------------------------- | ---- | ---------------------- | ---------------------- | ---------------------- | ---------------------- | ---------------------- | ---------------------- | ---------------------- | ---------------------- | ---------------------- | ---------------------- | --- | ------------------------------------------------- |
| "The New Wave"                                                                          | 1994 | —                      | —                      | —                      | —                      | —                      | —                      | —                      | —                      | —                      | —                      | | Singl bez alb                                     |
| "Da Funk"                                                                               | 1995 | 7                      | 31                     | 9                      | —                      | 20                     | —                      | 33                     | —                      | 7                      | —                      | - SNEP: Silver - BPI: Silver | Homework                                          |
| "Indo Silver Club"                                                                      | 1996 | —                      | —                      | —                      | —                      | —                      | —                      | —                      | —                      | —                      | —                      | | Homework                                          |
| "Around the World"                                                                      | 1997 | 5                      | 11                     | 4                      | 16                     | 8                      | 1                      | 20                     | 14                     | 5                      | 61                     | - SNEP: Silver - ARIA: Gold - BPI: Platinum - FIMI: Gold | Homework                                          |
| "Burnin'"                                                                               | 1997 | 29                     | 151                    | 38                     | —                      | —                      | 7                      | —                      | —                      | 30                     | —                      | | Homework                                          |
| "Revolution 909"                                                                        | 1998 | 50                     | 162                    | 50                     | —                      | —                      | —                      | —                      | —                      | 47                     | —                      | | Homework                                          |
| "One More Time"                                                                         | 2000 | 1                      | 10                     | 6                      | 7                      | 9                      | 5                      | 26                     | 6                      | 2                      | 61                     | - SNEP: Gold - ARIA: Gold - BEA: Gold - BPI: 2× Platinum - BVMI: Gold - FIMI: Platinum - IFPI SWI: Gold                                                                   | Discovery                                         |
| "Aerodynamic"                                                                           | 2001 | 34                     | 67                     | 24                     | —                      | —                      | 32                     | —                      | 46                     | 97                     | —                      | | Discovery                                         |
| "Digital Love"                                                                          | 2001 | 33                     | 67                     | 38                     | 85                     | 35                     | —                      | 28                     | 60                     | 14                     | —                      | - BPI: Silver | Discovery                                         |
| "Harder, Better, Faster, Stronger"                                                      | 2001 | 17                     | —                      | 38                     | —                      | 38                     | 42                     | —                      | 70                     | 25                     | —                      | - BPI: Platinum | Discovery                                         |
| "Face to Face"                                                                          | 2003 | —                      | —                      | —                      | —                      | —                      | —                      | —                      | —                      | —                      | —                      | | Discovery                                         |
| "Something About Us"                                                                    | 2003 | 93                     | —                      | —                      | —                      | —                      | —                      | —                      | —                      | —                      | —                      | | Discovery                                         |
| "Robot Rock"                                                                            | 2005 | 79                     | —                      | 56                     | 100                    | 33                     | 32                     | —                      | —                      | 32                     | —                      | | Human After All                                   |
| "Technologic"                                                                           | 2005 | —                      | 64                     | 65                     | 82                     | 38                     | 22                     | 29                     | 63                     | 40                     | —                      | | Human After All                                   |
| "Human After All"                                                                       | 2005 | 93                     | —                      | —                      | —                      | —                      | —                      | —                      | —                      | —                      | —                      | | Human After All                                   |
| "The Prime Time of Your Life"                                                           | 2006 | —                      | —                      | —                      | —                      | —                      | —                      | —                      | —                      | —                      | —                      | | Human After All                                   |
| "Harder, Better, Faster, Stronger (Alive 2007)"                                         | 2007 | 19                     | 43                     | 16                     | —                      | —                      | —                      | —                      | 50                     | —                      | —                      | | Alive 2007                                        |
| "Derezzed"                                                                              | 2010 | 81                     | 92                     | 68                     | —                      | —                      | —                      | —                      | —                      | —                      | —                      | - RIAA: Gold | Tron: Legacy soundtrack                           |
| "Get Lucky" (feat. Pharrell Williams a Nile Rodgers)                                    | 2013 | 1                      | 1                      | 1                      | 1                      | 1                      | 1                      | 2                      | 1                      | 1                      | 2                      | - SNEP: Diamond - ARIA: 6× Platinum - BEA: Platinum - BPI: 4× Platinum - BVMI: 5× Gold - FIMI: 5× Platinum - GLF: 2× Platinum - IFPI SWI: 3× Platinum - RIAA: 8× Platinum | Random Access Memories                            |
| "Lose Yourself to Dance" (feat. Pharrell Williams)                                      | 2013 | 31                     | —                      | 32                     | —                      | 62                     | 17                     | 42                     | 59                     | 49                     | —                      | - BPI: Silver - FIMI: Gold - RIAA: Platinum | Random Access Memories                            |
| "Doin' It Right" (feat. Panda Bear)                                                     | 2013 | 63                     | —                      | —                      | —                      | —                      | —                      | —                      | —                      | —                      | —                      | - RIAA: Gold | Random Access Memories                            |
| "Instant Crush" (feat. Julian Casablancas)                                              | 2013 | 4                      | —                      | 5                      | —                      | —                      | 85                     | 37                     | 40                     | —                      | —                      | - SNEP: Gold - BPI: Silver - FIMI: Gold - RIAA: Platinum | Random Access Memories                            |
| "Give Life Back to Music"                                                               | 2014 | 23                     | —                      | 52                     | —                      | —                      | 94                     | 35                     | 58                     | —                      | —                      | | Random Access Memories                            |
| "The Writing of Fragments of Time" (feat. Todd Edwards)                                 | 2023 | —                      | —                      | —                      | —                      | —                      | —                      | —                      | —                      | —                      | —                      | | Random Access Memories (10th Anniversary Edition) |
| "GLBTM (Studio Outtakes)"                                                               | 2023 | —                      | —                      | —                      | —                      | —                      | —                      | —                      | —                      | —                      | —                      | | Random Access Memories (10th Anniversary Edition) |
| "Infinity Repeating (2013 Demo)" (feat. Julian Casablancas a The Voidz)                 | 2023 | 181                    | —                      | —                      | —                      | —                      | —                      | —                      | —                      | —                      | —                      | | Random Access Memories (10th Anniversary Edition) |
| "Within (Drumless Edition)"                                                             | 2023 | —                      | —                      | —                      | —                      | —                      | —                      | —                      | —                      | —                      | —                      | | Random Access Memories (Drumless Edition)         |
| "Motherboard (Drumless Edition)"                                                        | 2023 | —                      | —                      | —                      | —                      | —                      | —                      | —                      | —                      | —                      | —                      | | Random Access Memories (Drumless Edition)         |
| "—" značí, že se nahrávka neumístila v hitparádách nebo v tomto území ani nebyla vydána |      |                        |                        |                        |                        |                        |                        |                        |                        |                        |                        | |                                                   |

### Jako vedlejší umělec
| Název                                           | Rok  | Umístění v hitparádách | Umístění v hitparádách | Umístění v hitparádách | Umístění v hitparádách | Umístění v hitparádách | Umístění v hitparádách | Umístění v hitparádách | Umístění v hitparádách | Umístění v hitparádách | Umístění v hitparádách | Certifikace | Album   |
| Název                                           | Rok  | FRA                    | AUS                    | BEL                    | GER                    | IRE                    | ITA                    | SWE                    | SWI                    | UK                     | US                     | Certifikace | Album   |
| ----------------------------------------------- | ---- | ---------------------- | ---------------------- | ---------------------- | ---------------------- | ---------------------- | ---------------------- | ---------------------- | ---------------------- | ---------------------- | ---------------------- | --- | ------- |
| "Starboy" (The Weeknd feat. Daft Punk)          | 2016 | 1                      | 2                      | 2                      | 3                      | 2                      | 6                      | 1                      | 2                      | 2                      | 1                      | - SNEP: Diamond - ARIA: 15× Platinum - BEA: 2× Platinum - BPI: 3× Platinum - BVMI: 3× Gold - FIMI: 3× Platinum - GLF: 4× Platinum - RIAA: 11× Platinum | Starboy |
| "I Feel It Coming" (The Weeknd feat. Daft Punk) | 2016 | 1                      | 7                      | 6                      | 29                     | 9                      | 13                     | 5                      | 7                      | 9                      | 4                      | - SNEP: Diamond - ARIA: 8× Platinum - BEA: Platinum - BPI: Platinum - BVMI: Platinum - FIMI: 3× Platinum - GLF: 3× Platinum - RIAA: 6× Platinum        | Starboy |

## Další umístěné písně
| Název                                                                                   | Rok  | Umístění v hitparádách | Umístění v hitparádách | Umístění v hitparádách | Umístění v hitparádách | Umístění v hitparádách | Album                  |
| Název                                                                                   | Rok  | FRA                    | SWE                    | SWI                    | UK                     | US Elec.               | Album                  |
| --------------------------------------------------------------------------------------- | ---- | ---------------------- | ---------------------- | ---------------------- | ---------------------- | ---------------------- | ---------------------- |
| "Around the World" / "Harder, Better, Faster, Stronger (Alive 2007)"                    | 2007 | —                      | —                      | 47                     | —                      | —                      | Alive 2007             |
| "The Game of Love"                                                                      | 2013 | —                      | —                      | —                      | —                      | —                      | Random Access Memories |
| "Giorgio by Moroder"                                                                    | 2013 | 54                     | 57                     | —                      | —                      | 22                     | Random Access Memories |
| "Within"                                                                                | 2013 | 109                    | —                      | —                      | —                      | 39                     | Random Access Memories |
| "Touch" (feat. Paul Williams)                                                           | 2013 | 171                    | —                      | —                      | —                      | 36                     | Random Access Memories |
| "Beyond"                                                                                | 2013 | 115                    | —                      | —                      | —                      | 38                     | Random Access Memories |
| "Motherboard"                                                                           | 2013 | —                      | —                      | —                      | —                      | 43                     | Random Access Memories |
| "Fragments of Time" (feat. Todd Edwards)                                                | 2013 | 100                    | —                      | —                      | —                      | 28                     | Random Access Memories |
| "Contact"                                                                               | 2013 | 46                     | —                      | —                      | —                      | 34                     | Random Access Memories |
| "—" značí, že se nahrávka neumístila v hitparádách nebo v tomto území ani nebyla vydána |      |                        |                        |                        |                        |                        |                        |

## Videoklipy
| Název                                                            | Rok  | Režisér                                        |
| ---------------------------------------------------------------- | ---- | ---------------------------------------------- |
| "Rollin' & Scratchin" (Live)                                     | 1997 | Philip Richardson                              |
| "Da Funk"                                                        | 1997 | Spike Jonze                                    |
| "Around the World"                                               | 1997 | Michel Gondry                                  |
| "Burnin'"                                                        | 1997 | Seb Janiak                                     |
| "Revolution 909"                                                 | 1998 | Roman Coppola                                  |
| "Fresh"                                                          | 1999 | Daft Punk                                      |
| "One More Time"                                                  | 2001 | Kazuhisa Takenouchi                            |
| "Aerodynamic"                                                    | 2001 | Kazuhisa Takenouchi                            |
| "Digital Love"                                                   | 2001 | Kazuhisa Takenouchi                            |
| "Harder, Better, Faster, Stronger"                               | 2001 | Kazuhisa Takenouchi                            |
| "Something About Us (Love Theme from Interstella 5555)"          | 2003 | Kazuhisa Takenouchi                            |
| "Robot Rock"                                                     | 2005 | Daft Punk                                      |
| "Technologic"                                                    | 2005 | Daft Punk                                      |
| "Television Rules the Nation"                                    | 2005 | Daft Punk                                      |
| "The Prime Time of Your Life"                                    | 2006 | Tony Gardner                                   |
| "Robot Rock (Daft Punk Maximum Overdrive Mix)"                   | 2006 | Daft Punk, Cédric Hervet                       |
| "Around The World/Harder, Better, Faster, Stronger (Alive 2007)" | 2007 | Olivier Gondry                                 |
| "Derezzed"                                                       | 2010 | Warren Fu                                      |
| "Lose Yourself to Dance" (feat. Pharrell Williams)               | 2013 | Daft Punk, Warren Fu, Paul Hahn, Cédric Hervet |
| "Instant Crush" (feat. Julian Casablancas)                       | 2013 | Warren Fu                                      |
| "The Writing of Fragments of Time" (feat. Todd Edwards)          | 2023 | Cédric Hervet                                  |
| "Infinity Repeating" (feat. Julian Casablancas & The Voidz)      | 2023 | Warren Fu                                      |